# Лойтенбах (Баварія)
Лойтенбах (нім. Leutenbach) — громада в Німеччині, розташована в землі Баварія. Підпорядковується адміністративному округу Верхня Франконія. Входить до складу району Форхгайм. Складова частина об'єднання громад Кірхеренбах.
Площа — 19,46 км2. Населення становить 1618 ос. (станом на 31 грудня 2020).

## Галерея

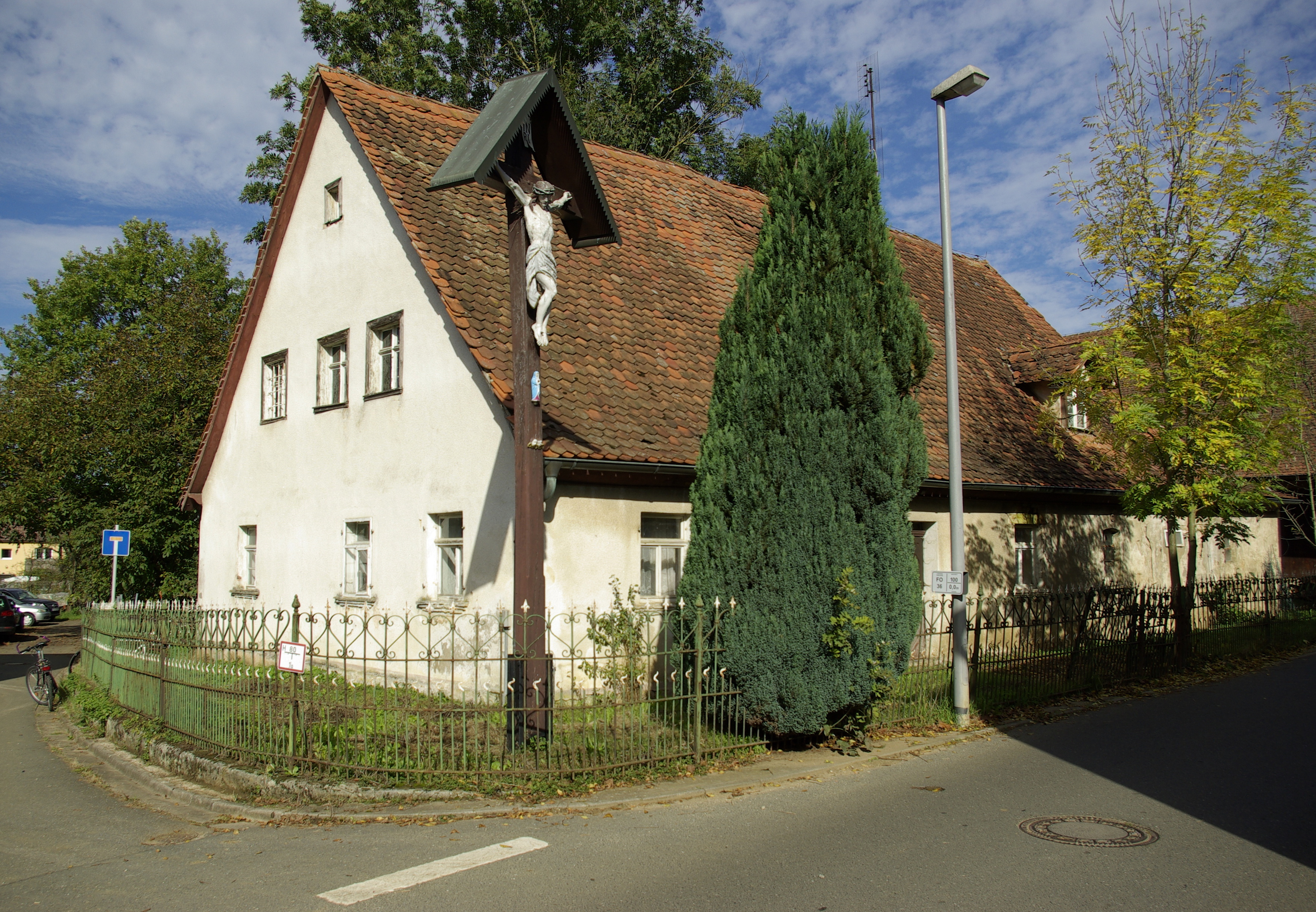